# طوطی نوگرمسیری
طوطی نوگرمسیری (نام علمی: Arini) نام یک تبار از تیره طوطیان راستین است.